# Maki Takada
Maki Takada (高田真希?, Takada Maki; Toyohashi, 23 agosto 1989) è una cestista giapponese.

## Carriera
Con il Giappone ha disputato due edizioni dei Giochi olimpici (Rio de Janeiro 2016, Tokyo 2020) e quattro Campionati mondiali (2010, 2014, 2018, 2022).